# Justine Musk
Justine Musk (Peterborough, 1972. szeptember 2. –) kanadai irónő, Elon Musk első felesége.

## Karrier
Musk a szerzője a BloodAngel című kortárs fantasy regénynek, amely 2005-ben jelent meg a Penguin Books Roc Books kiadónál. Második könyve, az Uninvited 2007-ben jelent meg, amely egy független, fiatal felnőtt olvasóknak szánt mű. A BloodAngel folytatása, a Lord of Bones 2008-ban jelent meg. Musk az elsők között volt, aki a Pinteresthez hasonló oldalt használta regénytervezésre.
Egy 2007-es interjúban Margaret Atwoodot, Joyce Carol Oates-t, Paul Theroux-t, George R.R. Martint, Guy Gavriel Kay-t és Neil Gaimant nevezte meg olyan szerzőknek, akikhez hasonlítani tudta írásait, és könyveit műfajokon átívelő fikcióként jellemezte.

## Magánélet
Justine Wilson a kanadai Ontario államban, Peterborough-ban született, és fiatalságának nagy részét ott töltötte. A kingstoni Queen's Universityre járt, és angol irodalomból szerzett diplomát. Ezután Japánba költözött, ahol angolt tanított második nyelvként (ESL), mielőtt végül Kaliforniában telepedett le.
2000 januárjában feleségül ment Elon Muskhoz, aki később házasságuk alatt a Tesla vezérigazgatója és a SpaceX alapítója lett. Első fiuk, Nevada 2002-ben született, aki 10 hetes korában hirtelen csecsemőhalál szindrómában halt meg.
In vitro megtermékenyítéssel 2004-ben ikreknek, Griffinnek és Viviannek, 2006-ban pedig hármas ikreknek, Damiannak, Saxonnak és Kai-nak adott életet. 2008. szeptember 13-án bejelentette, hogy Muskkal elválnak és Muskkal megosztják gyermekeik felügyeleti jogát. Muskkal közösen gondoskodnak gyermekeikről. Később írt egy cikket a Marie Claire-nek „I Was a Starter Wife” címmel, amelyben részletezte, hogy szerinte milyen módon volt egészségtelen a házasságuk, többek között azt, hogy Elon gyakran lekicsinyelte őt, eltántorította őt a karrierépítéstől, és nyomást gyakorolt rá, hogy fesse szőkére a haját. 2010-től kezdve azt állította, hogy „modellértékű volt feleség,” és azt mondta, hogy jóban van Elon akkori második feleségével, Talulah Riley-val.

## Művei
| Év   | Cím | Kiadó                      | ISBN               | Megjegyzés                              |
| ---- | --- | -------------------------- | ------------------ | --------------------------------------- |
| 2005 | BloodAngel | Roc imprint, Penguin Books | ISBN 9780451460523 |                                         |
| 2007 | Uninvited | Paw Prints                 | ISBN 9781435223806 |                                         |
| 2008 | Lord of Bones | Roc imprint, Penguin Books | ISBN 9780451462206 | A BloodAngel folytatása                 |
| 2009 | "I need more you", in The Mammoth Book of Vampire Romance 2                                                      | Running Press              | ISBN 9780762437962 | Rövid történet egy novellagyűjteményben |
| 2010 | "Lost", in Kiss Me Deadly : 13 Tales of Paranormal Love                                                          | Running Press              | ISBN 9780762439492 | Rövid történet egy novellagyűjteményben |
| 2016 | "Smalltown Canadian girl", in The House that Made Me: Writers Reflect on the Places and People that Defined Them | Sparkpress                 | ISBN 9781940716312 | Rövid történet egy novellagyűjteményben |